# Christina Ulfeldt
Christina Ulfeldt, född 10 januari 1653 i Stockholm, död 20 juli 1717 på Araslöv, var dotter till grevinnan av Slesvig-Holstein Hedevig Christiansdotter (dotter till danske kungen Christian IV) och Ebbe Ulfeldt.  Christina ärvde som 29-åring huvudgårdarna Färlövsholm och Araslöv när hennes far dog 1682. 
Hon byggde upp Araslöv igen efter skånska krigets härjningar och efter hennes fars misshushållning.
Efter Ebbe Ulfeldts död fanns det många krav på hans kvarlåtenskaper. I Stockholm tillsattes den så kallade Ulfeldtska likvidationskommissionen, som Christina periodvis själv ingick i. Till och med kronan (staten) hade krav på Ebbe Ulfeldt. Därför drog kronan in Araslöv och Christina fick under många år arrendera sitt eget arv.